# Polenecia producta
Genre
Espèce
Synonymes
- Uloborus productus Simon, 1873

Polenecia producta, unique représentant du genre Polenecia, est une espèce d'araignées aranéomorphes de la famille des Uloboridae.

## Distribution
Cette espèce se rencontre dans le bassin méditerranéen jusqu'au Caucase.

## Publications originales
- Simon, 1873 : Aranéides nouveaux ou peu connus du midi de l'Europe. (2e mémoire). Mémoires de la Société royale des sciences de Liège, sér. 2, vol. 5, p. 187-351, réimprimé seul p. 1-174 (texte intégral).
- Lehtinen, 1967 : Classification of the cribellate spiders and some allied families, with notes on the evolution of the suborder Araneomorpha. Annales Zoologici Fennici, vol. 4, p. 199-468.